# Ideocaira triquetra
Ideocaira triquetra är en spindelart som beskrevs av Simon 1903. Ideocaira triquetra ingår i släktet Ideocaira och familjen hjulspindlar. Inga underarter finns listade i Catalogue of Life.